# جورج أوستن ويلز
جورج أوستن ويلز (بالإنجليزية: George Austin Welsh)‏ (و. 1878 – 1970 م)هو سياسي، ومحامي، وقاضي من الولايات المتحدة الأمريكية .
وهو عضو في الحزب الجمهوري .